# Dydak Oddi
Dydak Oddi, (wł. Diego Oddi, właśc. Józef Oddi, wł. Giuseppe Oddi (ur. 6 czerwca 1839 w Vallinfreda pod Rzymem, zm. 3 czerwca 1919 w Subiaco) – włoski brat zakonny, franciszkanin, błogosławiony Kościoła rzymskokatolickiego.
Był synem rolników Wincentego i Bernardyny z Pasqualich. Przed wstąpieniem do zakonu nosił imię Józef (wł. Giuseppe). Pracował na roli razem z rodziną. Kilkakrotnie pielgrzymował do klasztoru franciszkańskiego w Bellegrze, do którego wstąpił w 1871. Śluby zakonne złożył w 1889. Następnie 40 lat spędził przemierzając wioski Abruzji, nocami poświęcając czas modlitwie. Katechizował wieśniaków, chociaż nie umiał pisać ani czytać. Był szanowany przez duchownych i ludzi świeckich. Zmarł 3 czerwca 1919, mając 80 lat.
3 października 1999 beatyfikował go papież Jan Paweł II.